# South Bend Motor Car Works
South Bend Motor Car Works war ein US-amerikanischer Hersteller von Kraftfahrzeugen.

## Unternehmensgeschichte
John D. J. Fameman, Hilton Hammond und Alfred G. Mechlenburg gründeten 1912 das Unternehmen. Der Sitz war in South Bend in Indiana. Sie stellten bis 1916 Nutzfahrzeuge her. Außerdem entstanden zwischen 1913 und 1914 einige Personenkraftwagen. Der Markenname lautete South Bend.

## Fahrzeuge
Die Nutzfahrzeug waren Lastkraftwagen und Feuerwehrfahrzeuge. In den ersten Jahren hatten die Lkw wahlweise 2 oder 4 Tonnen Nutzlast. Für das letzte Jahr sind vier Ausführungen bekannt. Die kleinste bot 0,75 Tonnen Nutzlast, die nächstgrößeren 1,5 und 2 Tonnen Nutzlast und die schwerste 3,5 Tonnen Nutzlast. Die Motoren kamen zumindest im letzten Jahr von der Wisconsin Motor Manufacturing Company.
Die Pkw hatten einen Sechszylindermotor. 101,6 mm Bohrung und 127 mm Hub ergaben 6178 cm³ Hubraum. Der Motor war mit 38 PS angegeben. Er trieb über eine Kardanwelle die Hinterachse an. Das Fahrgestell hatte wahlweise 325 cm oder 345 cm Radstand. Überliefert sind Roadster und offene Tourenwagen. Die Neupreise lagen zwischen 2250 und 2450 US-Dollar.